# Lidija Kovačević
Lidija Kovačević (née le 9 septembre 1963 à Peć) est une comédienne et professeure de lettres yougoslave puis serbe, connue pour avoir tenu le rôle-titre de la série télévisée Zora la rousse.

## Biographie
En 1978, le producteur yougoslave Stevo Petrovic cherche une comédienne capable d'incarner l'héroïne du roman Zora la rousse et sa bande, œuvre de l'écrivain communiste allemand Kurt Held. Petrovic repère Lidija Kovačević dans la troupe théâtrale de Radio Belgrade. Elle possède l'air déterminé et sévère d'une jeune partisane que cherche le producteur pour sa prochaine série télévisée. Le jour même du casting, on lui teint ses cheveux, naturellement châtains, en roux.
Après le tournage des treize épisodes, Lidija Kovačević abandonne la comédie pour se consacrer à des études littéraires. Elle devient institutrice ensuite professeure de lettres puis  proviseure.
En 2001, elle vit à Belgrade avec son fils Sergueï, né en 1990.